# Frank-Walter Steinmeier
Frank-Walter Steinmeier (Detmold, 5 januari 1956) is een Duitse politicus. Hij is lid van de SPD. Van 17 december 2013 tot 27 januari 2017 was Steinmeier minister van Buitenlandse Zaken in het derde kabinet van Angela Merkel, een functie die hij eerder al bekleedde tussen 2005 en 2009 in het kabinet Merkel I. Op 12 februari 2017 is hij tot Bondspresident van Duitsland gekozen, sinds 19 maart 2017 bekleedt hij dat ambt.

## Privéleven en beroep
Steinmeier werd in 1956 geboren in Detmold. Hij is de zoon van een meubelmaker. Na zijn eindexamen in 1974 in Blomberg en de vervulling van zijn militaire dienstplicht, begon hij in 1976 een rechtenstudie en vanaf 1980 tevens een studie politicologie aan de Justus-Liebig-Universität te Gießen. In 1982 haalde hij zijn eerste staatsexamen Rechten en in 1986 zijn tweede staatsexamen Rechten. Vervolgens werkte hij als wetenschappelijk medewerker bij de vakgroep publiekrecht en politicologie van de Universiteit Gießen. In 1991 promoveerde hij tot Doctor op een proefschrift getiteld "Burgers zonder onderkomen - tussen huisvestingsplicht en recht op woonruimte; traditie en toekomstperspectief van overheidsingrijpen ter voorkoming en bestrijding van dakloosheid".
In 1991 werd hij hoofd mediarecht en mediapolitiek onder de minister-president van Nedersaksen. In 1993 werd hij gepromoveerd tot chef van het bureau van minister-president Gerhard Schröder, maar in 1994 kreeg hij alweer een andere functie: hoofd van de afdeling voor politieke richtlijnen, ressortcoördinatie en ressortplanning.
Steinmeier is gehuwd sinds 1995 met de rechter Elke Büdenbender en heeft een dochter. Hij heeft in augustus 2010 een nier afgestaan aan zijn ernstig zieke vrouw.

## Partij
Reeds als scholier werd Frank-Walter Steinmeier lid van de Jonge Socialisten. In 1976 sloot hij zich aan bij de Sozialdemokratische Partei Deutschlands (SPD). Sinds 2007 is hij een van de drie plaatsvervangende SPD-voorzitters. In september-oktober 2008 was hij partijvoorzitter.

## Openbare functies
Van 1993 tot 1994 was Steinmeier chef van de persoonlijke staf van de minister-president van Nedersaksen Gerhard Schröder, daarna ressortscoördinator. In 1996 werd hij benoemd tot staatssecretaris en hoofd van de kanselarij van Nedersaksen.
Nadat Schröder tot bondskanselier gekozen was werd Steinmeier in november 1998 benoemd tot staatssecretaris in het departement van de bondskanselier (Bundeskanzleramt) en verantwoordelijk bestuurder van de inlichtingendiensten.
Na het aftreden van minister Bodo Hombach werd Steinmeier op 7 juli 1999 benoemd tot hoofd van de bondskanselarij (Chef des Bundeskanzleramtes) en bestuurder voor de inlichtingendiensten benoemd. Hoewel in Duitsland een Chef des Bundeskanzleramtes vaak tegelijkertijd tot "Minister met bijzondere opdracht" wordt benoemd, werd Steinmeier niet tot minister benoemd.
Steinmeier was een vertrouweling van Schröder. Meestal werkte hij als onopvallende manager op de achtergrond. Enkele van zijn activiteiten waren: 
- Hij schreef belangrijke strategieënota's, waaronder die van december 2002, waarin de hervorming van de pensioenen en gezondheidszorg werd opgezet.
- Hij werkte mee aan de plannen voor hervorming van de sociale sector en de arbeidsmarkt, onder de naam Agenda 2010.
- Hij was lid van stuurgroep voor de invoering van de voorstellen van de commissie Moderne Dienstleistungen am Arbeitsmarkt (bekend als het Hartz-concept).
- Hij was betrokken bij de belastinghervorming van 2003.

Steinmeier wordt als pragmaticus gezien en niet als ideoloog. In de bondskanselarij werd zijn vriendelijke, evenwichtige, maar op zakelijk gebied doortastende werkwijze zeer gewaardeerd. Als chef van de kanselarij was hij zes jaar lang coördinator van de geheime diensten. Daarbij werd hij wekelijks uitgebreid geïnformeerd over de toestand in de wereld. Na de terroristische aanslagen op 11 september 2001 maakte hij deel uit van de crisisstaf. Bovendien leidde hij het staatssecretarissenoverleg, waarbij alle actuele politieke kwesties aan de orde kwamen, waaronder de buitenlandse inzet van de krijgsmacht.

## Grote Coalitie
Op 22 november 2005 werd Steinmeier minister van Buitenlandse Zaken in de eerste regering van bondskanselier Angela Merkel. Zijn aanstelling verraste velen, omdat hij tot dan toe weinig in de openbaarheid was getreden. De reacties op zijn benoeming tot minister van Buitenlandse Zaken waren allerwegen positief. Zelfs de erevoorzitter van de FDP, de voormalige minister van Buitenlandse Zaken Hans-Dietrich Genscher, juichte de benoeming toe. Van 21 november 2007 tot 27 oktober 2009 was Steinmeier tevens vicekanselier van Duitsland.
In 2006 kwam Steinmeier in opspraak vanwege Murat Kurnaz; hij zou deze in Bremen geboren man, die in 2001-2006 door de VS als vermeende terrorist gevangengenomen was, niet hebben geholpen.
Bij de Bondsdagverkiezingen van 2009 was Steinmeier namens de SPD kandidaat voor het kanselierschap. In de verkiezingscampagne bleek echter dat hij een coalitie met Die Linke uitsloot en de FDP niet met hem in een coalitie wilde. De SPD verloor de verkiezingen en tevens de macht. CDU/CSU en FDP verwierven, anders dan bij de Bondsdagverkiezingen van 2005, nu wel een gezamenlijke meerderheid en vormden het Kabinet Merkel II. Verkozen in de nieuwe Bondsdag, werd Steinmeier op de dinsdag na de verkiezingszondag met 88 procent gekozen als voorzitter van de SPD in de nieuwe Bondsdagfractie. Hij kondigde aan geen partijvoorzitter te willen worden.
Na de Bondsdagverkiezingen van 2013 vormden CDU/CSU en de SPD samen weer een grote coalitie, het Kabinet-Merkel III. In december 2013 werd dit kabinet geïnstalleerd. Steinmeier werd opnieuw minister van Buitenlandse Zaken. Hij volgde Guido Westerwelle op, aan wie hij het ambt in 2009 had overgedragen.
Steinmeier bemoeide zich intensief met de Oorlog in Oost-Oekraïne, en kreeg zijn Franse en Russische collega's achter een vredesplan. Er zouden verkiezingen worden gehouden in de oostelijke afgescheiden regio Donbas, waarna die binnen Oekraïne een autonome status zou krijgen. Door de tegenwerking van Oekraïne kwam het plan niet tot uitvoering, maar in 2019 ging de nieuwgekozen president Zelenski er alsnog mee akkoord.
In november 2016 hebben CDU/CSU en SPD Steinmeier gezamenlijk voorgedragen voor het presidentschap. De SPD-politicus werd op 12 februari 2017 door de bondsvergadering met ruime meerderheid tot president van Duitsland gekozen als opvolger van Joachim Gauck. Op 13 februari 2022 werd hij, alweer met een grote meerderheid, herkozen voor een tweede termijn van vijf jaar.
- Gemeinsame Normdatei: 113572026
- International Standard Name Identifier: 0000 0000 7856 9134
- Library of Congress Control Number: n96082936
- Nationale Bibliotheek van Letland: 000299476
- Nationale Bibliotheek van Tsjechië: js20051024034
- Nationale Bibliotheek van Israël: 987011224205205171
- Nationale Bibliotheek van Polen: a0000002845097
- Nationale en Universitaire bibliotheek Zagreb: 000734537
- Nederlandse Thesaurus van Auteursnamen: 301039453
- Système universitaire de documentation: 135564670
- Virtual International Authority File: 84241123
- WorldCat: E39PBJp69Tg9hqmkrR9HXVkMT3